# Luzonacera peterjaegeri
Espèce
Luzonacera peterjaegeri est une espèce d'araignées aranéomorphes de la famille des Psilodercidae.

## Distribution
Cette espèce est endémique de Luçon aux Philippines. Elle se rencontre à Santa Teresita dans la grotte Lower Kimmabalyu Cave.

## Description
Le mâle holotype mesure 4,00 mm et la femelle paratype 4,17 mm.

## Étymologie
Cette espèce est nommée en l'honneur de Peter Jäger.

## Publication originale
- Chang, Li & Li, 2019 : Three new species of the spider genus Luzonacera Li & Li, 2017 from Philippines (Araneae, Psilodercidae). ZooKeys, no 822, p. 17-31.